# Закавказький військовий округ
Червонопра́порний Закавка́зький військо́вий о́круг — оперативно-стратегічне територіальне об'єднання Збройних сил СРСР, одиниця військово-адміністративного поділу в СРСР.
Закавказький військовий округ був створений 17 травня 1935 року на базі Кавказької Червонопрапорної армії і спочатку включав територію ЗСФСР, а також Дагестанську і Північно-Осетинську АРСР.
Штаб армії і округу знаходився в місті Тіфлісе (пізніше перейменований в Тбілісі).
23 серпня 1941 року був перетворений в Закавказький (з 30 грудня 1941 року — Кавказький) фронт. Управління округу функціонувало до жовтня 1941 року.
Командувачі військами округу:
1. командарм 2-го рангу Левандовський М. К. (1935—1937 р.;
2. комкор Куйбишев М. В. (1937—1938 р.);
3. Маршал Радянського Союзу Єгоров О. І. (січень — квітень 1938), ;
4. комкор, з лютого 1939 — командарм 2-го рангу, з 4 червня 1940 — генерал армії Тюленев І. В. (1938 — серпень 1940);
5. генерал-лейтенант Єфремов М. Г. (серпень 1940 — січень 1941 р.);
6. генерал-лейтенант Козлов Д. Т. (січень-серпень 1941 р.)
7. генерал-лейтенант Львов В. М. (серпень-жовтень 1941 р.)

Наприкінці січня 1942 був сформований знов унаслідок розділення Кавказького фронту. 15 травня 1942 повторно був перетворений в Закавказький фронт.
Закавказьким округом в січні-травні 1942 року командував генерал армії І. В. Тюленев.
Після закінчення бойових дій, 9 липня 1945 року Закавказький фронт було ліквідовано і на його базі було створено Тбіліський та Бакинський військові округи. 